# Chunche

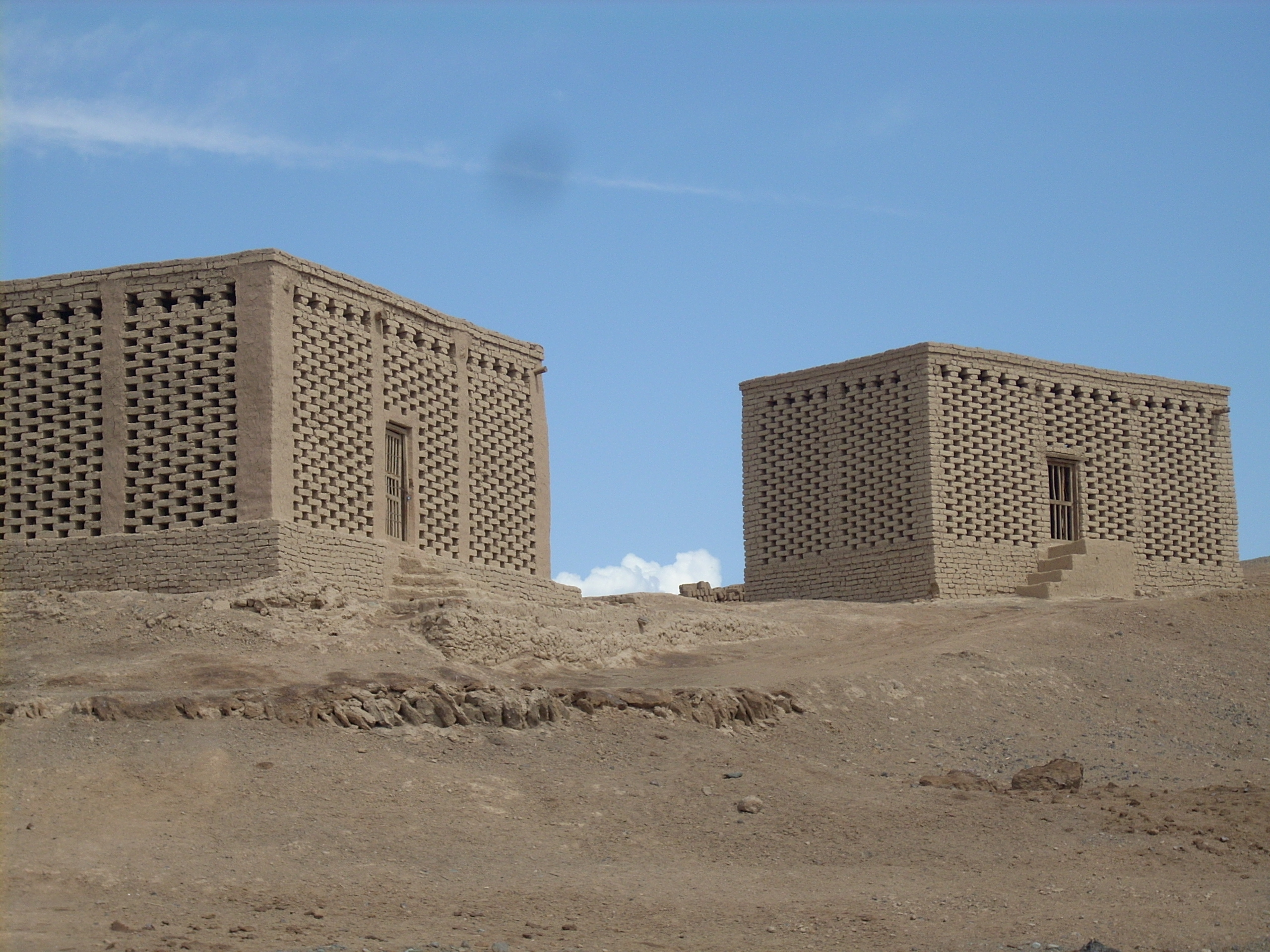
Chunche: Trockenkammern für Rosinen

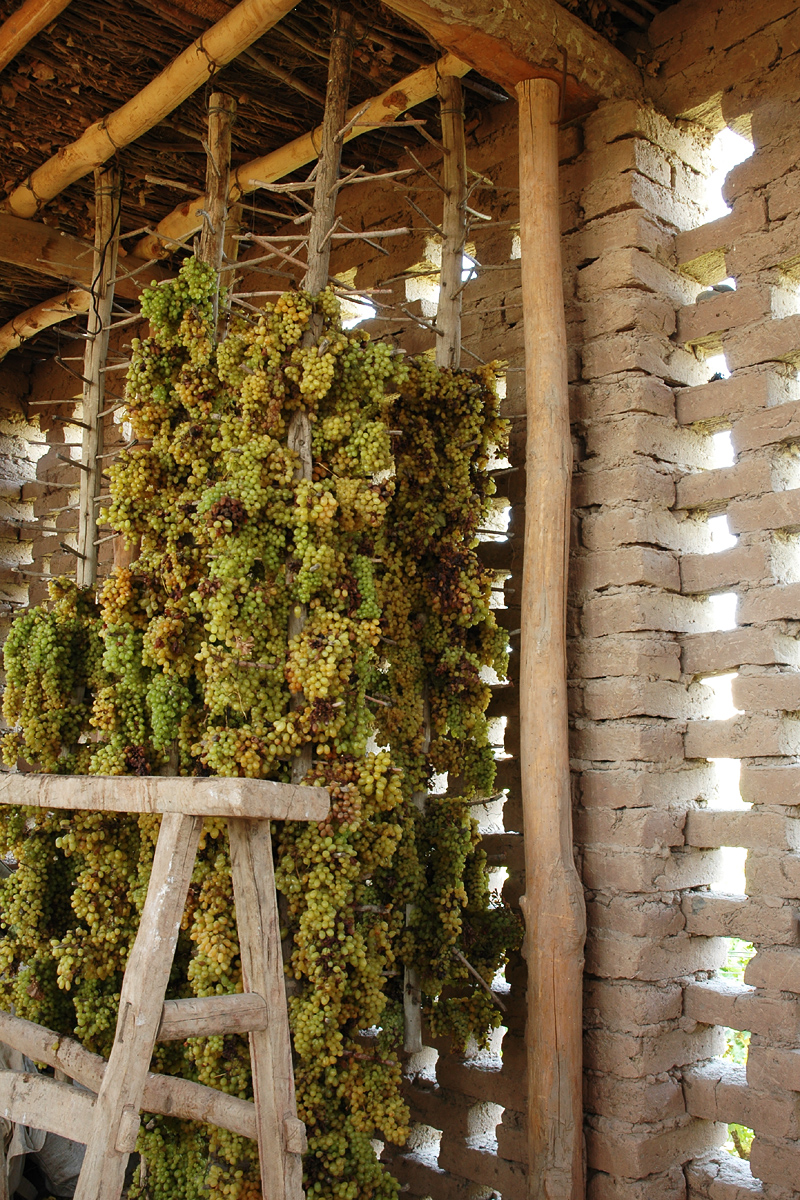
Im Innern einer Trockenkammer

Chunche (uigurisch چۈنچە, Yengi Qünqə, chinesisch 葡萄干晾房, Pinyin pútáogān liàng fáng) heißen die charakteristischen Trockenhäuser für die Rosinenproduktion in der chinesischen Region Turpan.

## Beschreibung
Der Bezirk Turpan in der Provinz Xinjiang ist in China die Hauptproduktionsregion für Rosinen. In dieser Wüstenregion werden Weintrauben in speziellen Trockenkammern, die Chunche genannt werden, dehydriert.
Chunche sind Gebäude mit einem rechteckigen Grundriss von rund 6 bis 8 m Länge und 4 m Breite sowie einer Höhe von 3 m. Die Wände bestehen aus Lehmziegeln, die so angeordnet sind, dass zwischen ihnen Lücken bleiben. Dadurch hat das Gebäude an allen Seiten zahlreiche Öffnungen, durch die Luft strömen kann. Ein schattenspendendes Dach schließt die Konstruktion ab.
Die süßen, kernlosen Weintrauben werden im August geerntet und im Trockenraum an langen Stangen aufgehängt. Warmer, trockener Wüstenwind kann durch die Öffnungen in die Kammer blasen und trocknet die Beeren schonend aus. Die Trockentemperatur in diesen schattigen, luftigen Kammern bleibt immer unter 35 °C. Die Trockenzeit würde normalerweise 40 bis 50 Tage dauern, wird aber durch eine chemische Vorbehandlung der Trauben auf 15 bis 20 Tage reduziert. Die so erhaltenen Rosinen haben eine helle Farbe, im Gegensatz zu sonnengetrockneten, die dunkel sind. Auf diese Weise werden in Turpan jährlich 120.000 Tonnen (Stand 2006) Rosinen hergestellt, was 90 % der gesamtchinesischen Rosinenproduktion ausmacht.